# Crepera

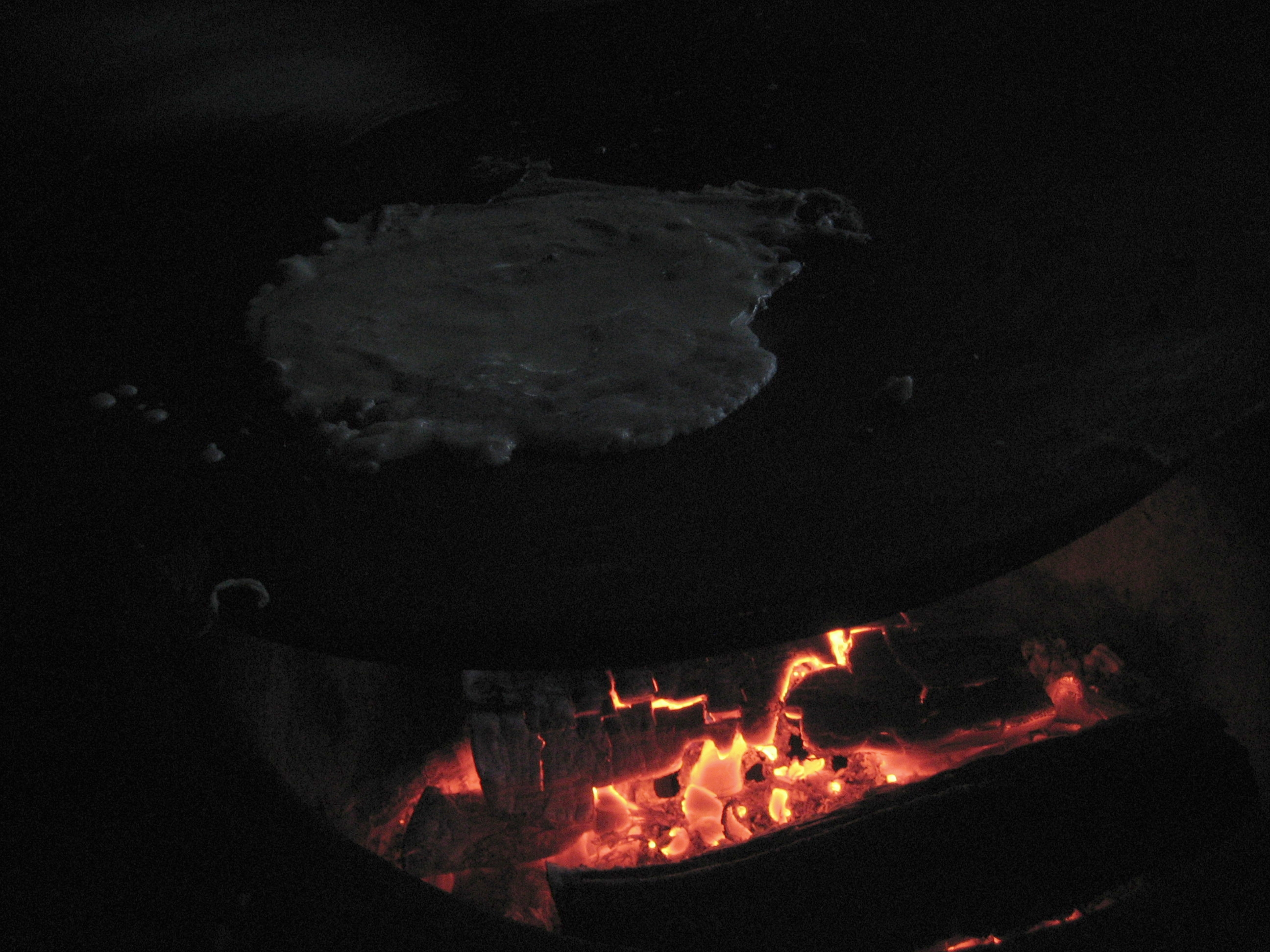
Placa de hierro tradicional sobre el fuego.

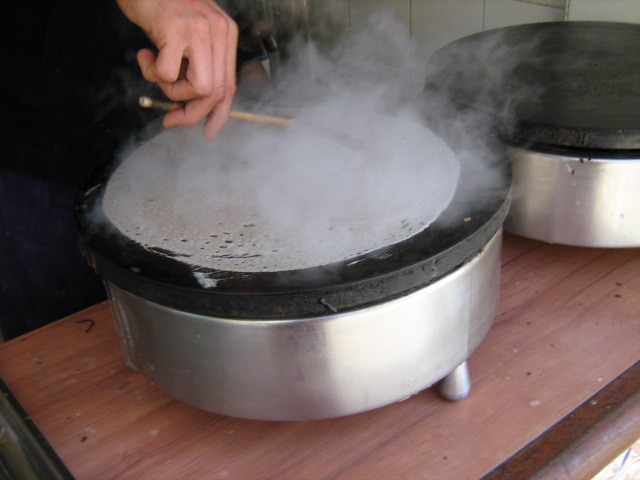
Crepetera de hierro seasonada moderna

Una crepetera o bilig (en bretón), es un dispositivo de cocina que se utiliza para hacer crepes, galettes, tortitas, panqueques, blinis o tortillas.  No debe ser confundida con una sartén para crepes.

## Orígenes
Las crepeteras eran originalmente placas de hierro fundido anchas puestas sobre que el fuego para cocinar pastas basadas en cereales. Las máquinas han evolucionado desde entonces y las placas de hierro fundido se pusieron en la parte superior de bastidores de acero inoxidable.  Estas primeras máquinas eran eléctricas.  Las crepeteras profesionales de hierro fundido en general tienen que ser seasonadas, a pesar de que en la actualidad se encuentran comúnmente en el mercado planchas de hierro fundido antiadherentes.  Su calidad, sin embargo, sigue siendo claramente inferior a las planchas seasonadas, solamente similar a las crepeteras de teflón. 

## Denominación
La maquinaria de cocinar crepes se conoce comúnmente como crepera, crepetera o plancha de crepes. 
También se conocen como billig, principalmente en Bretaña, Francia, donde se originaron los crêpes. El billig es una forma mutada de la palabra bretona Pillig que significa "máquina de crepes".

## Fabricantes
Los principales fabricantes son:
- OK
- Princess
- Severin
- Sogo